# The Time
The Time – funkowy zespół muzyczny założony w 1981 roku - jego członkami są artyści "odkryci" przez Prince'a. 
Zespół został stworzony dzięki klauzuli w kontrakcie Prince'a z Warner Bros., która pozwalała mu na pozyskiwanie i nagrywanie innych artystów dla firmy. Zainspirowany filmem z roku 1980 The Idolmaker o życiu producenta i promotora muzycznego Boba Marucciego, Prince założył zespół funkowy, który miał być ujściem dla kolejnych jego hitów i materiału podobnego do pierwszych jego płyt - w tym samym czasie on sam udał się w kierunku odkrywania innych kierunków muzycznych. W roku 1981 zbudował skład The Time z członków funkowego zespołu z Minneapolis o nazwie „Flyte Tyme”: Jellybean Johnson na perkusji, Jimmy Jam i Monte Moir na klawiszach oraz Terry Lewis na basie. Skład dopełnili Jesse Johnson na gitarze, wokalista i przyjaciel z dzieciństwa Prince'a Morris Day oraz Jerome Benton, który w zasadzie pełnił rolę człowieka od marketingu. 
Zespół wydał w sumie cztery albumy - na każdym znalazła się spora porcja jamowanych, natchnionych rockiem utworów funkowych, przeważnie lekkich i żartobliwych, na które duży wpływ miał zespół "Parliament" oraz, naturalnie, Prince. Do ich przebojów należą m.in. "The Bird", "Jungle Love", "777-9311", "Get It Up", "Gigolos Get Lonely Too", czy "Cool" - pojawiały się one głównie na listach przebojów R&B. Nigdy jednak zespół nie osiągnął statusu megagwiazdy, takiej jak chociażby sam Prince. Choć Day był charyzmatycznym i urzekającym frontmanem, wielu zarzucało mu pisanie słabych tekstów. 
W 1983 Jimmy Jam i Terry Lewis, którzy już razem pisali piosenki, zaczęli pisać także dla innych zespołów. Pewnego dnia nie mogli wylecieć z Atlanty z powodu śnieżycy i nie zdążyli na koncert "The Time" w San Antonio, za co zostali ukarani grzywną, a później wyrzuceni. Nigdy nie było jasne czy było to z powodu tego incydentu, czy też przez ich rosnącą niezależność. Monte Moir skorzystał z okazji i również opuścił zespół, aby pracować z Jamem i Lewisem. Skład "The Time" uzupełnili Mark Cardenez i Paul Peterson na klawiszach oraz Jerry Hubbard na basie. To właśnie ten nowy skład pojawił się w filmie Prince'a - Purple Rain. The Time płynął na fali popularności, jakiej dostarczył zespołowi film oraz przeboje „Jungle Love” i „The Bird”, jednak jego członkowie nie potrafili wykorzystać wszystkich swoich możliwości.
W 1985 roku po kłótniach z Princem odszedł Day, który wybrał karierę solową (po swoim aktorskim sukcesie w filmie „Purple Rain”). Wkrótce Jesse Johnson również poszedł swoją drogą. Zespół przestał istnieć, a kilku pozostałych członków (Benton, Johnson i Peterson) założyło grupę „The Family”, która jednak wkrótce również dokonała żywota. W międzyczasie Jimmy Jam i Terry Lewis stali się jedną z najlepszych ekip produkcyjnych lat '80 i '90. 
W 1990 muzycy z oryginalnego składu ponownie podjęli współpracę i napisali muzykę do filmu Graffiti Bridge oraz wydali wspólnie album Pandemonium, na którym pojawił się ich najlepiej sprzedający się do tej pory singel – Jerk Out. Jednak niedługo potem w zespole ponownie zaczęło iskrzyć i muzycy rozstali się ponownie. Kilku członków The Time zaczęło ponownie wspólnie grać w 1995, z towarzyszeniem kilku nowych muzyków - to właśnie ten skład ekipę można zobaczyć w filmie Kevina Smitha Jay i Cichy Bob kontratakują. Grupa koncertuje do tej pory, zazwyczaj pod nazwą „Morris Day and The Time”.
Podobno pod koniec lat '90 ukończony został piąty album The Time, nagrany w nowym składzie, lecz Prince nie pozwolił na jego wydanie. Tytuł roboczy miał brzmieć Old Dogs, New Tricks. W 2004 ukazał się album Morrisa Daya It's About Timezawierający kilka utworów napisanych i wykonanych przez Daya oraz kilka nagrań z koncertów The Time.

## Dyskografia
- The Time (Warner Bros. Records, 1981)
- What Time Is It? (Warner Bros., 1982)
- Ice Cream Castle (Warner Bros., 1984)
- Pandemonium (Paisley Park Records, 1990)